# Montamat
Montamat (gaskognisch gleichlautend) ist eine französische Gemeinde mit 109 Einwohnern (Stand 1. Januar 2022) im Département Gers in der Region Okzitanien (vor 2016 Midi-Pyrénées). Sie gehört zum Kanton Val de Save im Arrondissement Auch. Die Einwohner werden Montamatais genannt.

## Lage
Montamat liegt am Bach Esquinson, etwa 30 Kilometer südöstlich von Auch. Umgeben wird Montamat von den Nachbargemeinden Saint-Soulan im Norden, Samatan im Nordosten und Osten, Lombez im Osten und Südosten, Sauveterre im Süden, Gaujac im Süden und Südwesten sowie Mongausy im Westen und Nordwesten.

## Bevölkerungsentwicklung
| Jahr                       | 1962 | 1968 | 1975 | 1982 | 1990 | 1999 | 2006 | 2011 | 2020 |
| Einwohner                  | 114  | 125  | 116  | 91   | 87   | 92   | 95   | 124  | 114  |
| Quellen: Cassini und INSEE |      |      |      |      |      |      |      |      |      |

## Sehenswürdigkeiten
- Kirche Saint-Jean-Baptiste